# Шапел Сен Лик
Шапел Сен Лик (фр. Chapelle-Saint-Luc) је насељено место у Француској у региону Шампањ-Арден, у департману Об.
По подацима из 2011. године у општини је живело 12.716 становника, а густина насељености је износила 1213,36 становника/km².

## Демографија
| 1962. | 1968. | 1975.  | 1982.  | 1990.  | 2011.  |
| ----- | ----- | ------ | ------ | ------ | ------ |
| 4.594 | 6.528 | 15.136 | 16.241 | 14.442 | 12.716 |